# Indiska köket
| Indiska köket |
| --- |
| Indisk mat på restaurang i Paris. - Betydelse – mattraditioner i eller kopplat till Indien - Exempel – linser, raita, naan etc - Kryddor – curry, koriander etc |

Det indiska köket kan delas in i flera geografiska delar, kopplat till olika delar av Indien. Det inkluderar nordindiskt (punjabi, kashmir, benares, mughlai med flera), sydindiskt (Andhra, Mysore, Maharashtra med flera) och ostindiskt (bengali-assamese). Maten i Gujarat liknar den nordindiska, men med mycket socker (i en region med högre salthalt i dricksvattnet). Vidare är maten som lagas av buddhisterna i Himalaya-regionen annorlunda och har likheter med den kinesiska kokkonsten. Två tredjedelar av Indiens befolkning är sysselsatta med jordbruk, och Indien är dessutom en av världens tio största fiskeproducenter (2021 bidrog landet med 8 procent av världens fiske).  
Stapelvaran i det nordindiska köket är vete, medan ris är grunden i syd- och östindiskt kök. Atta, ett finmalet fullkornsvetemjöl, används till bakning av chapati. En stor mängd olika linser, ärtor och bönor används i matlagningen. De vanligaste kryddorna är chilipeppar, svartpeppar (rai), spiskummin, ingefära, koriander, och i sötare rätter bland annat kardemumma och kassiakanel.
Den indiska maten har spritts internationellt via utvandrare till bland annat Europa och Nordamerika. Indiska restauranger har på senare år blivit vanligare i större städer i många länder i västvärlden och i andra delar av Asien. På liknande sätt har Indien påverkats av importerad matkultur från andra håll, inklusive av chili, tomat och potatis (hämtat från Sydamerika).

## Religionens påverkan
Indisk matkultur har i många sammanhang setts som kopplad till vegetarianism, men den faktiska andelen vegetarianer i Indien är inte mycket högre än i andra delar av världen och i praktiken en väl spridd stereotyp. Enligt en undersökning från 2018 beräknades endast cirka 20 procent av befolkningen leva på helt vegetarisk kost. Detta kontrasterar mot andra stora undersökningar, vilka noterat mellan 23 och 39 procent av någon typ av vegetarianism, har sannolikt varit starkt påverkade av kulturellt och politiskt tryck att leva vegetariskt. Särskilt har man undvikit att rapportera konsumtion av nötkött (jämför den heliga kon). Hindunationalistisk politik, inklusive från det regerande BJP, är att motverka ätandet av kött. Minst ett dussin delstater har lagstiftat mot slakt av kor, och även transporter av nötkreatur motarbetas. 15 procent av indierna anses äta nötkött, trots att officiell rapportering i det av hinduism präglade Indien endast uppger mindre än 1 procent nötköttskonsumenter.
Andelen vegetarianer varierar kraftigt mellan olika delar av Indien. Den är hög i urbana miljöer som Indore, Meerut och Delhi i norr och nordväst, men även i Nagpur och Bombay är andelen vegetarianer relativt hög. Detta kan jämföras med Hyderabad, Chennai och Kolkata, städer i öster och söder, där ofta mindre än var tionde indier äter helt vegetarisk kost.
Religionen spelar stor roll i mathållningen. Indiens 11 procent muslimer äter inte fläskkött, och de 0,5 procent jainisterna till mer än 90 procent är vegetarianer. Dessa får inte heller äta ägg som kan vara befruktade eller rotfrukter, eftersom växten dör när roten tas upp ur jorden. I den nordindiska delstaten Punjab, dominerad av sikher, är cirka tre av fyra invånare vegetarianer. Vegetarianism är särskild hög bland sikher och jainister.
Även förekomsten av fasta har religiösa samband. Cirka 80 procent av Indiens muslimer, jainister och hinduer ägnar sig åt fasta, en betydligt högre andel än mängden indier som praktiserar fasta bland de kristna och buddhisterna. Endast 28 procent av sikherna praktiserar fasta.

## Bordsskick
Det vanligaste i Indien är att äta med händerna, vilket även propageras inom den ayurvediska läran. Ett indiskt talesätt, attribuerat till Nehru, lyder "Att äta biryani med gaffel och kniv är som att älska genom en tolk". Enligt tradition får man dock bara använda höger hand, medan vänster hand traditionellt används till andra sysslor. I norr äter man försiktigt och fint med fingertopparna, i södern mer rejält med nästan hela handen. Alla restauranger, även de allra billigaste, har handfat, speciellt på grund av att händerna ofta är smutsiga.
Efter en måltid är det inte heller ovanligt att det ställs fram en liten metallskål med vatten och lime för att tvätta den kladdiga handen i. Efter maten ställs det vanligtvis också fram två andra skålar, en med anis och en med kandisocker som skall tuggas samtidigt för en fräsch och gott luktande andedräkt. Ibland serveras måltider där all mat serveras på ett stort bananblad. På de flesta restaurangerna finns det bestick tillhands, mest för västerlänningar, men även vissa indier har börjat övergå till bestick.
Enligt indisk mattradition serveras alla rätter i regel samtidigt, till skillnad från den mer uppdelade västerländska kutymen.

## Kryddor

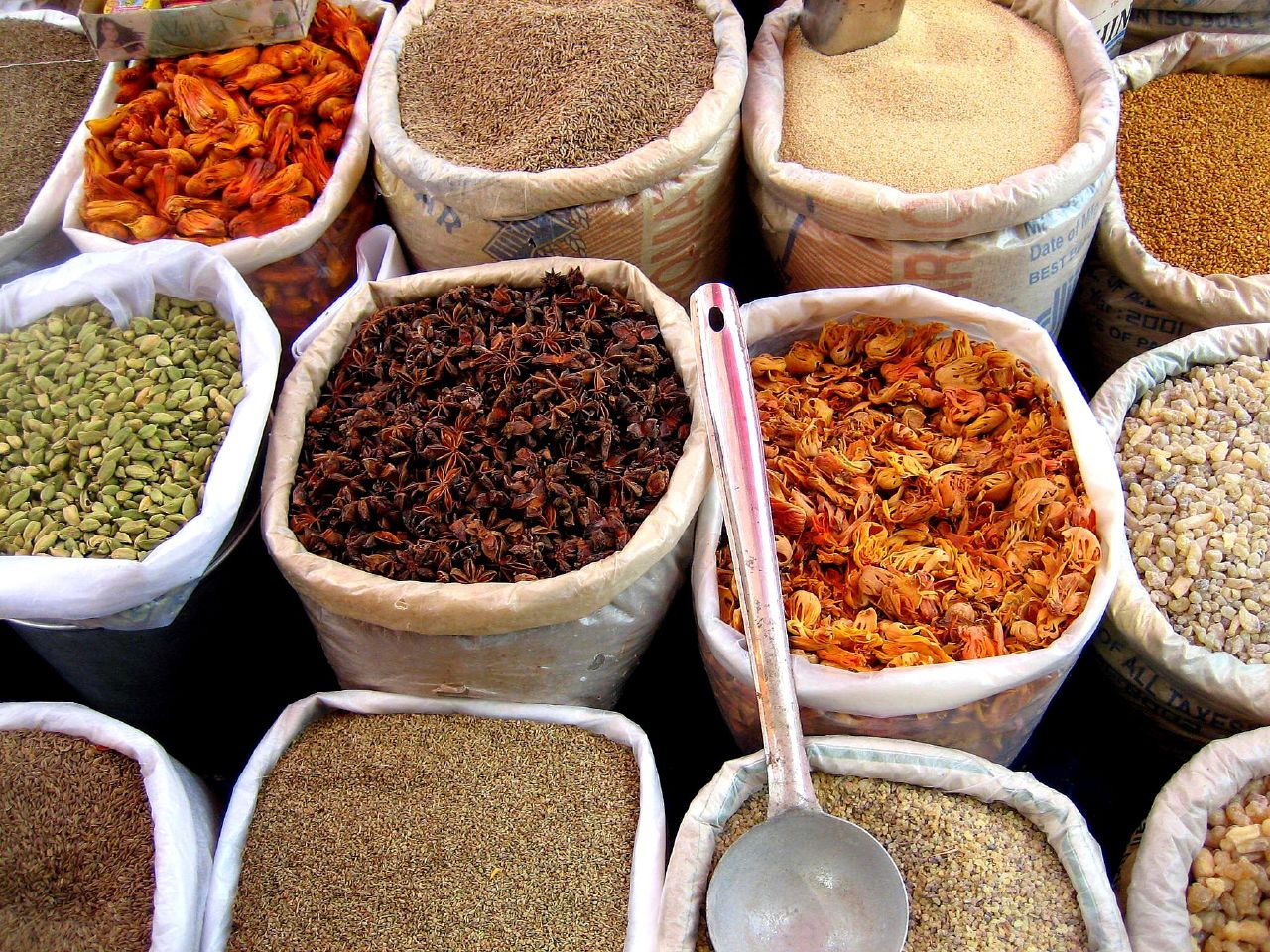
Kryddor på en indisk marknad.

Kryddorna är en stor del i den indiska maten, oftast knutna till de olika smaksensationerna. Men de används också som konserveringsmedel (i det heta indiska klimatet), för sina eventuella medicinska egenskaper, för att underlätta matsmältningen och minska på hettan från starka kryddor. I den indiska matlagningen används även nötter som kryddor.

### Vanliga smaksättare[19]
- Kummin – med varm jordsmak, använd i currysåser, soppor och stuvningar
- Koriander – citrustonad smak, använd hel eller malen i chutney, såser och marinader
- Gurkmeja – något bitter och färgstark, i såser och risrätter
- Kanel, kardemumma och kryddnejlika – söta och aromatiska, framför allt i efterrätter (kanel i chai, kardemumma i risgrynspudding och kryddnejlika i kryddiga kakor)

### Konserveringsmedel
- Senapsfrön – stark smak, för inläggningar och konservering av grönsaker
- Bockhornsklöver – något bitter smak, i kryddblandningar och chutney
- Asafoetida – genomträngande smak, i linsrätter och inläggningar

### Möjlig medicinsk användning
- Gurkmeja – anti-inflammatorisk, för behandling mot ledinflammation

- Kummin – underlättar matsmältning och stärker immunsystemet
- Kardemumma – mot andningsproblem
- Ingefära – en jordstam med frisk, stark smak; skalas innan den rivs, skivas eller hackas; emot illamående

### Matsmältningshjälp
- Fänkålsfrön – efter måltiden för att underlätta matsmältningen och ge frisk andedräkt
- Ingefära – allmän hjälp till matsmältningen
- Ajovan – i kryddblandningar för att underlätta matsmältning och minska väderspänning

### Kylande kryddor
- Mynta – i chutney och raita för att balansera styrkan i curry
- Korianderblad, yoghurt – allmänt svalkande
- Ingefära – lugnande
- anis – lakritssmakande frö som ofta används till fisk
- curryblad – indisk motsvarighet till lagerblad
- currypulver – vanlig kryddblandning med stor variation i smak och färg
- fänkålsfrön – små ljusgröna frön med anisliknande smak. De kan användas för god andedräkt, men då i rostad form.
- garam masala – viktigaste kryddblandningen i indisk mat, starkt aromatiskt pulver, tillsätts i slutet av matlagningen

### Övriga kryddor
- Kokum – torkad frukt från trädet med samma namn, med sur smak i bland annat curry[20]
- Muskot och muskotnöt – den förstnämnda mer smakstark, båda nyttjade i söta rätter och bakverk, muskotnöt även i drinkar, stuvningar eller pasta[21]
- Saffran – för smak och färg
- Tamarind – sursmakande bönor från tamarindträdets bönskidor, används i curry[20]

## Råvaror

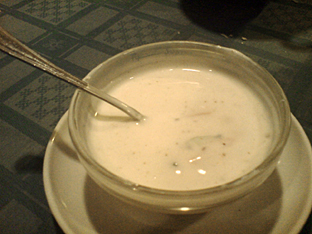
Raita – yoghurtsås

I den indiska maten används för västerlänningar ganska annorlunda råvaror. Maten är mycket mer kryddstark, inte bara i den mening att den är stark att äta, utan att den smakar mycket. Bröd ingår i varje måltid till skillnad från i Sverige. En del mer "exotiska" grönsaker och frukter används också i matlagningen. Såser är alltid närvarande vid en måltid, ibland bredvid i en liten skål eller blandade med maten. Riset är Indiens motsvarighet till potatis.

### Kött och fisk
Vanligen används kyckling i den indiska maten, men ofta äts också lamm-, nöt-, fläsk- och getkött. Det som avgör vilket kött man äter (om man äter), är både religion och pris. Vid kusten äts mycket fisk, oftast stekt fisk lika väl kryddad som kötträtterna.

### Ägg

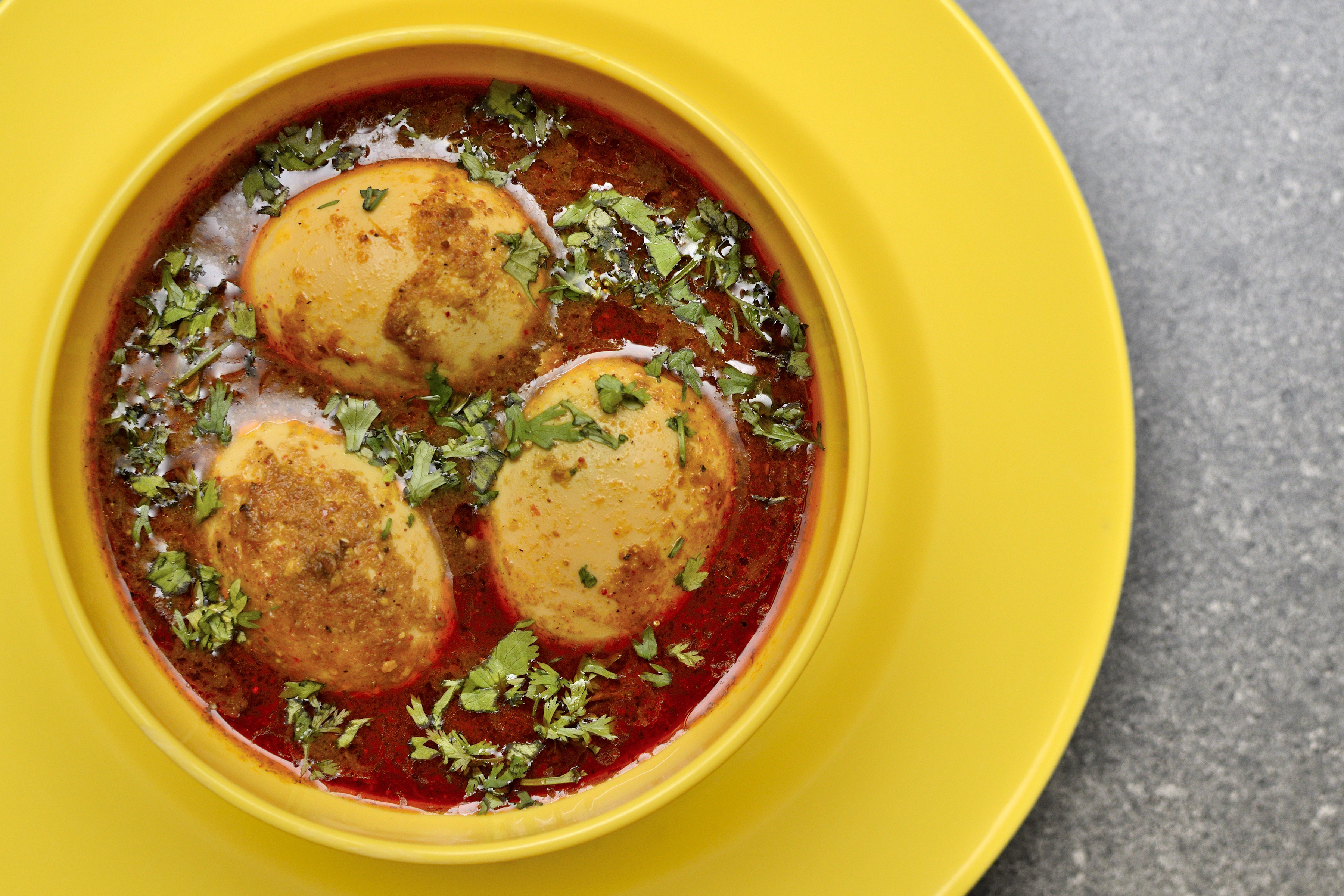
Anda-curry eller ägg-curry är en rätt med kokt ägg i en lök- och tomatbaserad sås.

Ägg är en vanlig ingrediens i indisk mat. Den används ofta i olika curryrätter, exempelvis i kokt skick, alternativt i olika omeletter eller ris- och pastarätter. Anda-curry eller ägg-curry innehåller kokta ägg i en lök- och tomatbaserad sås.

### Grönsaker, frukt och baljväxter

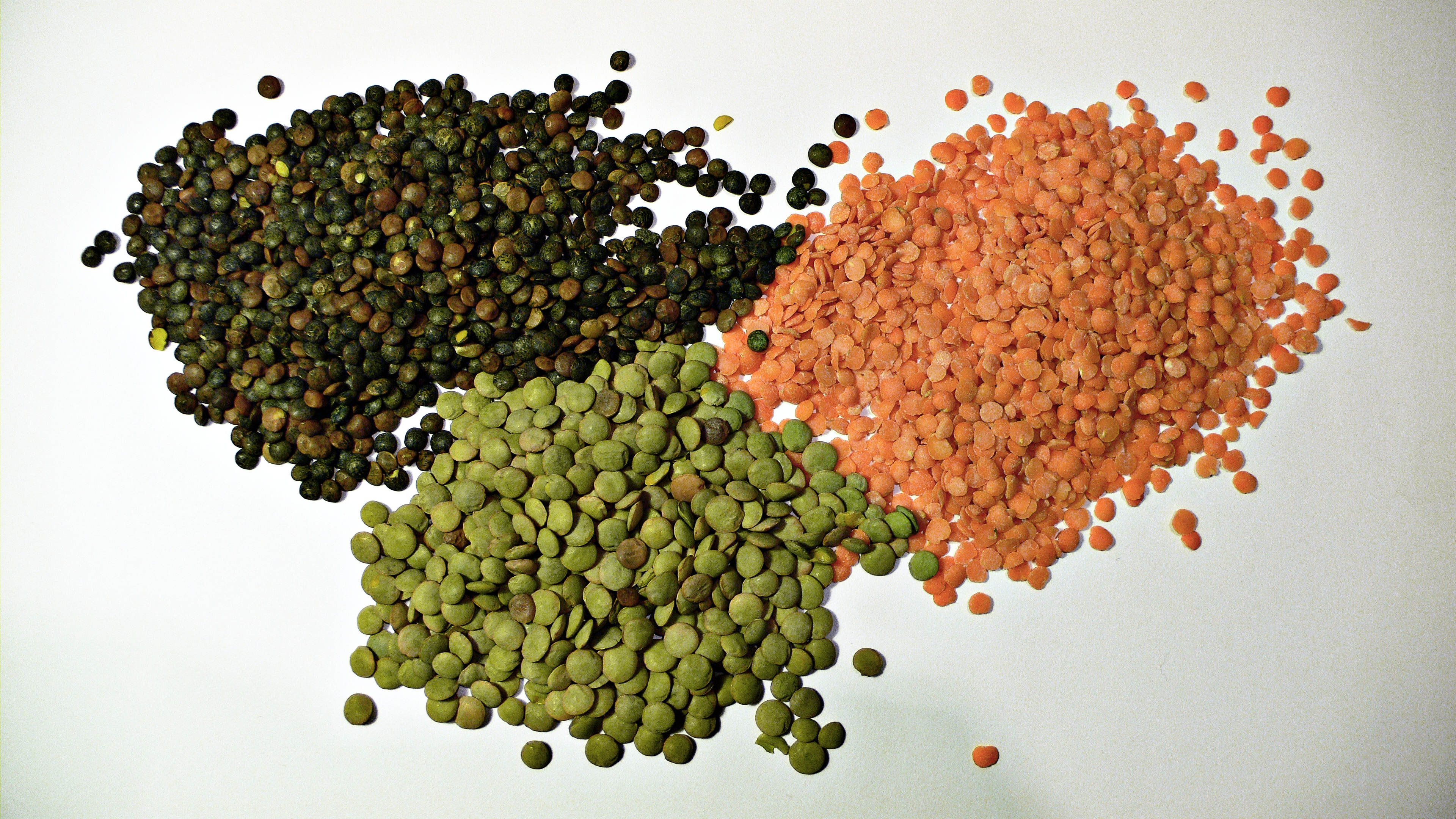
Linser tillhör stapelvarorna i det indiska köket.

Linser, ärtor, bönor och grönsaker är viktiga råvaror i Indien, eftersom en stor del av landets befolkning är vegetarianer. Det är också billigt med grönsaksrätter. Detta utgör det största proteinintaget för Indiens vegetarianer. Exempel på grönsaker som används är aubergine, som är en blank mörklila avlång, en aning päronformad grönsak med lätt besk bismak. Okra är en femsidig frökapsel. Den beska pumpan är en grön, avlång och knottrig grönsak med besk smak. Dessutom finns det utöver de långa, böjda gula bananerna som säljs i Sverige kokbananer som är gröna och röda till färgen som används i matlagning.

### Ris
Att ris är en så stor del av den indiska matlagningen kan bero dels på det låga priset, dels på det stora användningsområdet, det kan användas till praktiskt taget alla maträtter. Riset kan kokas på många olika sätt, till exempel på det mer ovanliga sättet med mycket vatten tills det är halvklart och därefter låta det rinna av i ett durkslag och sedan sakta torkas i ugn. Riset kan ätas rent eller i varianter där riset är blandat med grönsaker, kyckling, kött med mera. Riset kan även kryddas med diverse olika kryddor, så kallat masaledar basmati.
- Patna-ris är långkornigt, även kallat amerikanskt ris.
- Basmati är långkornigt ris som lagras och därav får en nötaktig smak. Det bör enligt kokbok sköljas ca 5–7 gånger före blötläggning och kokning.

## Fetter
En speciell metod i Indien är att värma upp ghee eller olja till hög värme och sedan tillsätta kryddor som bryns, knäpper eller sväller upp. Blandningen hälls sedan över maten.
- Ghee är skirat smör och används som smör. Det har en vit-genomskinlig färg, även kallat "klarnat smör".

- Senapsolja är gul olja gjord på senapsfrön med stark smak som nästan helt försvinner vid upphettning.

## Mattillbehör

### Bröd

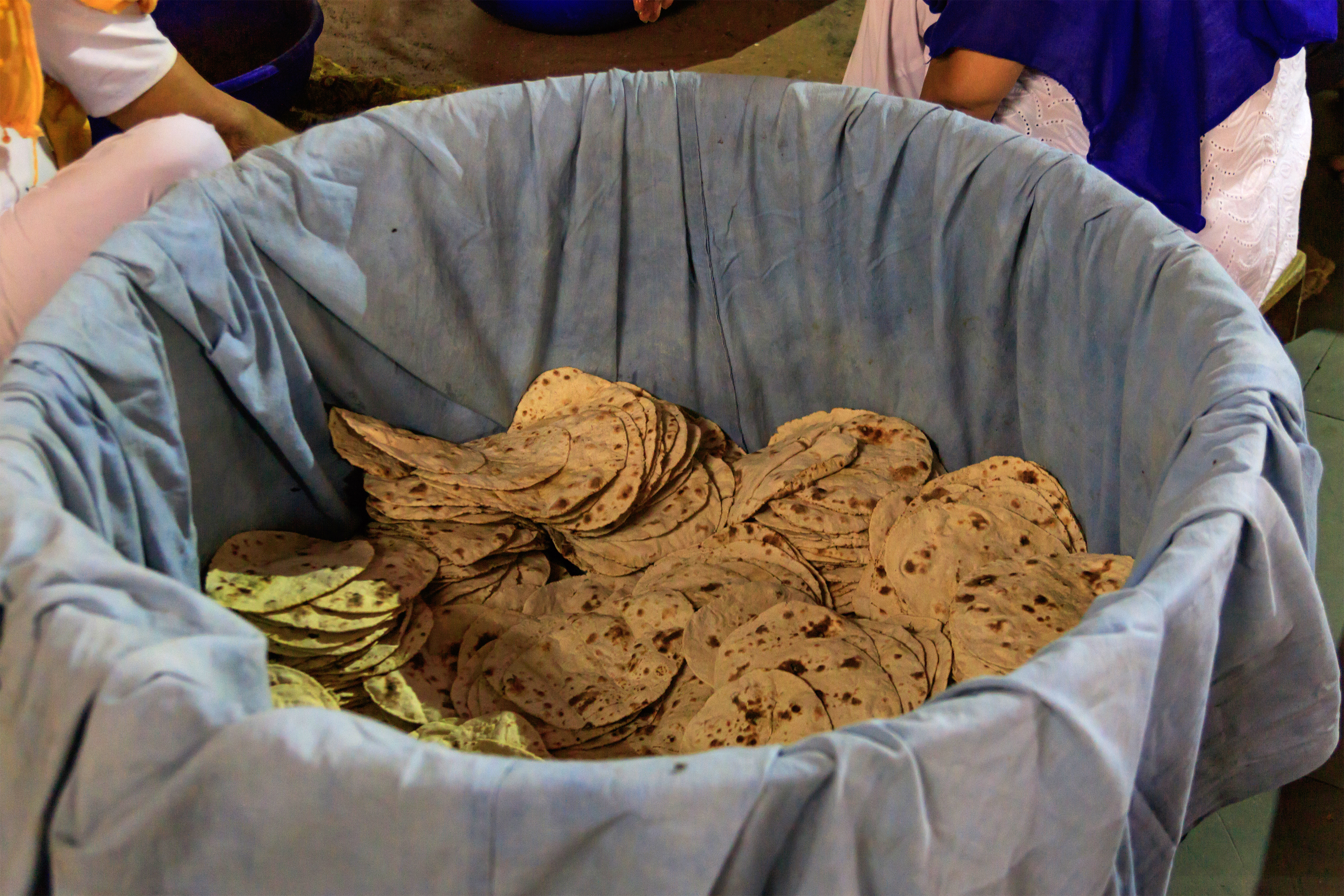
Naan – bröd

Bröd används ofta som "bestick" till såsigare röror som inte kan ätas direkt med handen. Bröd är även bra att äta om du träffat på något starkt. De flesta bröd är ojästa. Bröd är ibland kryddat, men det gäller mest hårda bröd som flottyrkokas. Det finns en del olika tillagningsmetoder för de indiska bröden, de vanligaste är att grädda eller fritera dem.
Indiska bröd
- poori är uppblåsta, knapermjuka bröd som kan användas till det mesta och är lätta att laga.
- chapati, även kallat roti, är ett tunt, osyrat bröd ibland smaksatt med kryddor, annars har det en mycket neutral smak.
- naan är stora ovala kakor, ibland smaksatta med kryddor till exempel vitlök.
- paratha är chapati-liknande, lite tjockare bröd innehållande ghee, stekt i olja och ibland fyllt med exempelvis kryddad potatis.
- poli
- dosai

### Chutneys
Ett känt mattillbehör är chutney som är en blandning av en hel del olika ingredienser, till exempel frukt, grönsaker, ättika, yoghurt, socker, salt och olika kryddor.

### Tilltugg, efterrätter med mera
Indiska tilltugg och efterrätter kan variera från extremt söta till mycket starka.
- Kryddade potatisstickor kan liknas vid små stekta pommes frites fast starkt kryddade.
- Kulfi är glass med nötter och kardemumma i.
- Gajar ka halva är namnet på en morotsröra med socker, nötter och ghee.
- Gulab jaman är saffransröda mjölkbullar i sockerlag.
- Rasgulla
- Mysore Paak
- Doodh Pedha
- Pheerni
- Puran Poli
- Kheer
- Modak
- Jalebi
- Pan är en blandning i påse bestående av betelnötter, kalksmet och diverse kryddor. Det köps i gatustånden och läggs som en prilla mellan kinden och underkäken i cirka 30 minuter.

## Urval av indiska maträtter

### Kända indiska maträtter

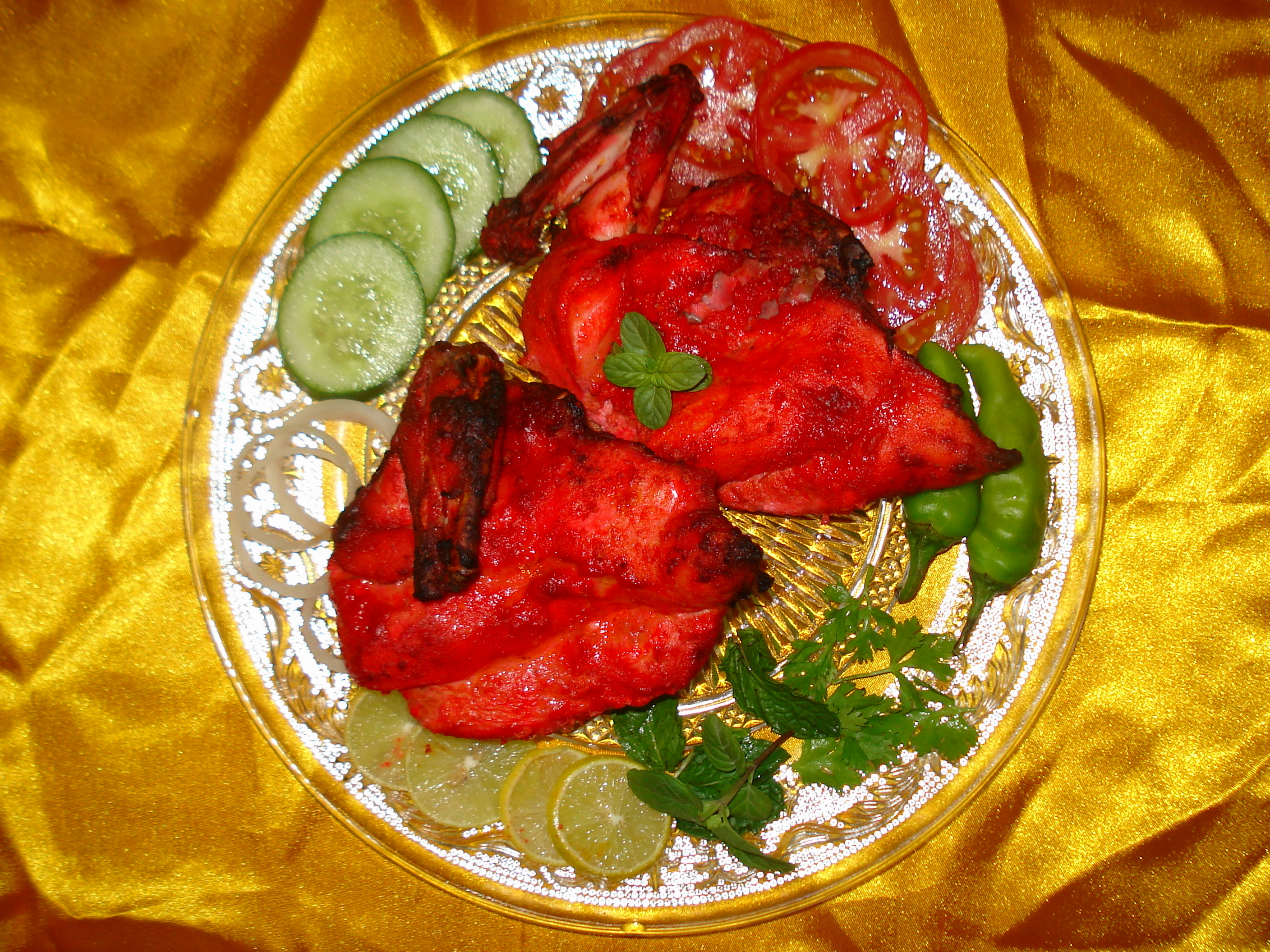
Tandoorikyckling.

- Curry
- Dum gosht
- Tandoorikyckling
- Vindaloo
- Korma

### Efterrätter
- Aamras

### Regionala specialrätter
- Masala dosa
- Idli, äts ofta med chutney
- Upma, uppittu
- Bonda
- Bajji
- Vada
- Vada pav
- Dahi Vada
- Puri
- Goli Bajje (Mangaluru)